# ATP Challenger Sassuolo
Das ATP Challenger Sassuolo (offizieller Name: Memorial Argo Manfredini) war ein Tennisturnier, das von 2000 bis 2008 jährlich in Sassuolo stattfand. Es gehörte zur ATP Challenger Tour und wurde im Freien auf Sand gespielt. Rekordsieger des Turniers sind Frederico Gil mit zwei Einzeltiteln, Stefano Galvani mit zwei Doppeltiteln und Potito Starace mit je einem Einzel- und Doppeltitel.

## Liste der Sieger

### Einzel
| Jahr | Sieger                  | Finalgegner         | Ergebnis        |
| ---- | ----------------------- | ------------------- | --------------- |
| 2008 | Frederico Gil (2)       | Santiago Ventura    | 6:2, 6:3        |
| 2007 | Oleksandr Dolhopolow    | Héctor Ruiz Cadenas | 6:1, 6:4        |
| 2006 | Frederico Gil (1)       | Gorka Fraile        | 6:3, 7:5        |
| 2005 | Oliver Marach           | Paul Capdeville     | 6:3, 4:6, 6:4   |
| 2004 | Potito Starace          | Alessio di Mauro    | 6:2, 6:3        |
| 2003 | Mariano Albert Ferrando | Renzo Furlan        | 7:61, 6:3       |
| 2002 | David Ferrer            | Mariano Puerta      | 6:4, 6:1        |
| 2001 | Attila Sávolt           | Giorgio Galimberti  | 6:4, 7:5        |
| 2000 | Stefano Tarallo         | Álex Calatrava      | 7:65, 3:6, 7:64 |

### Doppel
| Jahr | Sieger                                    | Finalgegner                                        | Ergebnis          |
| ---- | ----------------------------------------- | -------------------------------------------------- | ----------------- |
| 2008 | Juan-Martín Aranguren Stefano Galvani (2) | Rubén Ramírez Hidalgo José Antonio Sánchez de Luna | 5:7, 6:2, [10:8]  |
| 2007 | Giorgio Galimberti Márcio Torres          | Daniele Giorgini Andrea Stoppini                   | 6:3, 6:72, [10:6] |
| 2006 | Francesco Aldi Tomas Tenconi              | Pablo Andújar Leonardo Azzaro                      | 6:0, 6:1          |
| 2005 | Juan Pablo Brzezicki Cristian Villagrán   | Paul Capdeville Simone Vagnozzi                    | 7:65, 6:2         |
| 2004 | Enzo Artoni Ignacio González King         | Gianluca Bazzica Paul Capdeville                   | 3:6, 6:4, 6:1     |
| 2003 | Paul Baccanello Stefano Galvani (1)       | Enzo Artoni Martín Vassallo Argüello               | 7:5, 2:6, 7:5     |
| 2002 | Leonardo Azzaro Potito Starace            | Manuel Jorquera Diego Moyano                       | 6:3, 6:2          |
| 2001 | Didac Pérez Gabriel Trujillo Soler        | Manuel Jorquera Tomas Tenconi                      | 6:3, 6:2          |
| 2000 | Álex Calatrava Salvador Navarro           | Daniele Bracciali Federico Luzzi                   | 6:75, 6:1, 6:4    |